# 五龙奇剑士
五龙奇剑士（日文：メタルカイザー，英文：Metal Kaiser）为日本圆谷株式会社、上海天思利投资有限公司、日本JMS、日本TDF、上海电影（集团）公司在2007年拍摄的特摄电视剧，原定共52集。
该剧剧本由日方提供，演员选取中国人。该剧在2006年2月下旬开始投入拍摄，拍摄地在上海。在2006年6月底的2006上海卡通总动员中首次公布该剧的相关资料。因资金问题，该剧已停止制作。

## 剧情
公元2056年，新海市天空出现可怕的红光，引来可怕的怪兽和侵略者。科学家王教授为解决此事成立科学调查队SAM。仙女美美带着“仙翁”的四个手镯来到地球，让四人变身成“青龙战士”“白虎战士”“朱雀战士”“玄武战士”联手打败入侵者。当剑士无法变身时，美美用自己的“勇气”诞生“旋风剑士”。剑士们最终为地球带来和平。

## 制作
2005年，圆谷制作时任社长圆谷英明因《奈克瑟斯·奥特曼》经历失利而被解除社长职务后，决定在中国大陆拍摄特摄作品，并专门成立新公司“圆谷梦工厂”。
2006年，圆谷英明在上海成立制作公司，该公司为上海东方传媒集团有限公司关联企业，上海方面由数间公司出资51％，日本方出资49％。制作公司最先制作在《五龙奇剑士》5分钟电视试播版，圆谷英明原打算制作人员中百分之九十是中国人，但由于中方人员在制作特摄方面为外行，因此让日方人员制作剧中的“剑士”，并让中方人员去日本学习制作皮套。由于中国缺乏专门拍摄特摄的高速摄像机，因此从日本购买给中国的摄影师使用，由于中国缺乏如何进行特摄的影视合成，因此日方人员进行影像合成而中方人员在职学习影像合成。
在《五龙奇剑士》5分钟电视试播版制作完成后，圆谷英明向广电总局提交《五龙奇剑士》的制作申请。2007年2月，《五龙奇剑士》获得制作许可，但政府部门规定要在半年内制作完成，否则要重新申请制作许可。圆谷英明原打算先制作几集进行过审，然后边制作边拍摄，但当时中国大陆对合资公司的影视作品要求全片完成才能提出申请，否则不予播放。
为了提前制作完节目，需要多集同时制作，因此制作公司从日本招聘30多名制作人员，由于日本制作人员需要指导中国大陆的制作人员，因此制作效率低下，在《五龙奇剑士》拍摄到第9集时由于缺乏资金停止制作。圆谷英明由于无法从中国合作的公司处获得资金，因此决定返回日本筹集资金。在2007年，日本舆论大肆宣传中国山寨产品，导致不少有兴趣的投资者失去对中国市场的信心，而且圆谷英明因《奈克瑟斯·奥特曼》失去社长的职位，投资者无法相信他。圆谷英明选择变卖各种值钱的财产，并在2008年变卖房产，将《五龙奇剑士》压缩到13集并重新申请制作许可，在2009年从富士电视台获得3000万日元的投资。
负责该剧剪辑的中国大陆公司被拖欠资金一年多后将该剧的影像素材扣下，并告知圆谷英明如果不提前支付52集的制作费，那么公司将影像素材编辑后投向盗版市场。
2010年，圆谷英明放弃制作《五龙奇剑士》。

## 分集
在日本，《五龙奇剑士》於2014年被做成DVD发行，仅有3集。
- 01.青龙剑士诞生~吸电怪兽艾内斯坦
- 02.悠远的复仇~魔兽怨念
- 03.可怕的侵略者~侵略宇宙人卡艾拉